# Хосе Уртадо (футболіст)
Хосе Уртадо (ісп. José Hurtado, нар. 23 грудня 2001, Санто-Домінго) — еквадорський футболіст, півзахисник бразильського клубу «Ред Булл Брагантіно» та національної збірної Еквадору. Виступав також за клуб «Індепендьєнте дель Вальє».

## Клубна кар'єра
Хосе Уртадо народився 2001 року в місті Санто-Домінго, та є вихованцем футбольної школи клубу «Індепендьєнте дель Вальє». Дорослу футбольну кар'єру розпочав 2019 року в основній команді того ж клубу, в якій грав до кінця 2021 року, взявши участь у 28 матчах чемпіонату. З початку 2022 року Уртадо грає у складі бразильського клубу «Ред Булл Брагантіно». Станом на 7 жовтня 2024 року відіграв за команду з места Браганса-Пауліста 51 матч в національному чемпіонаті.

## Виступи за збірну
У 2021 році Хосе Уртадо дебютував у складі національної збірної Еквадору. У складі збірної був учасником розіграшу Кубка Америки 2021 року у Бразилії та розіграшу Кубка Америки 2024 року у Бразилії. Станом на кінець вересня 2024 року зіграв у складі збірної 9 матчів, у яких забитими м'ячами не відзначився.